# Ирак на летних Олимпийских играх 1948
Ирак принимал участие в Летних Олимпийских играх 1948 года в Лондоне (Великобритания) в первый раз за свою историю и не завоевал ни одной медали. Страну представляли 11 спортсменов, принимавших участие в соревнованиях по баскетболу и лёгкой атлетике. При этом Али Салман принимал участие как в турнире баскетболистов, так и в легкоатлетических соревнованиях.

## Баскетбол
Нур Ахмед был выбран тренером иракской баскетбольной команды и провел тренировки, чтобы подготовить команду перед играми на поле начальной школы Аль-Мансура. Членами команды были Ахмед Хамед, Эмиль Юсеф, Джордж Ханна Халлак, Хашим Абдул-Джалиль, Ирфан Абдул-Кадир, Канан Аони, Салих Фарадж, Салман Махди Дехе, Салман Али Дале и Вадуд Халил Джумаа.
Ирак оказался во второй группе вместе с Бельгией, Чили, Китаем, Филиппинами и Южной Кореей.
Первая игра Ирака была против Филиппин. Хашим Абдул-Джалиль набрал первые очки Ирака в олимпийской истории. Ирак проиграл со счетом 102–30.
Ирак проиграл 100–18 Чили, 98–20 Бельгии, 120–20 Южной Корее и 125–25 Китаю, затем в серии матчей за 17-23 места проиграл 77–28 Италии и Швейцарии 0-2 (техническое поражение), и финишировали 22-ми из 23 команд. Следующее участие иракского баскетбола в Олимпийских играх произошло в Олимпийских игр в Рио в 2016 году.